# Jody Egginton
Jody Egginton (Coventry; 28 de enero de 1974) es un ingeniero británico de Fórmula 1 . Actualmente es el director técnico del equipo de la Scuderia AlphaTauri.

## Carrera
Egginton comenzó su carrera en el automovilismo en el equipo Tyrrell F1 como diseñador junior en 1996, durante un período de un año en el equipo. Posteriormente pasó a trabajar para Xtrac como ingeniero de diseño de caja de cambios antes de mudarse a Alemania para trabajar para Opel Team Holzer como ingeniero de equipo de diseño, carreras y pruebas, donde pasó los siguientes cinco años. Egginton trabajó momentáneamente para Aston Martin Racing como ingeniero de carreras y diseño antes de regresar a la Fórmula 1 como ingeniero de carreras con Midland F1, que luego se convirtió en Spyker y posteriormente en Force India. Durante su tiempo fue el ingeniero de carrera de Christijan Albers, Sakon Yamamoto y Giancarlo Fisichella.
En 2010, Egginton dejó el equipo de Silverstone y se unió al incipiente Team Lotus como ingeniero jefe. Dos años más tarde fue ascendido a Director de Operaciones, cargo que ocupó durante otros dos años hasta que se incorporó a la Scuderia Toro Rosso como Director de Rendimiento de Vehículos en 2014. Tres años más tarde, Egginton fue ascendido a Director Técnico Adjunto y luego a Director Técnico cuando el equipo se convirtió en Scuderia AlphaTauri. Egginton pasa su tiempo trabajando entre las dos fábricas en Faenza y Bicester, teniendo la responsabilidad técnica general de todas las actividades técnicas y de rendimiento del monoplaza.